# Augustinas Voldemaras
Augustinas Voldemaras (16 d'abril de 1883 a Dysna, districte municipal d'Ignalina - 16 de maig de 1942 a Moscou) va ser un polític nacionalista lituà. Fou el primer primer ministre del país el 1918, i novament de 1926 a 1929.

## Biografia
El 1910, Voldemaras rebé un mestratge en Història i Filosofia per la Universitat Estatal de Sant Petersburg, i va ser guardonat amb una medalla d'or per la seva tesi doctoral. Es va crear un fons de beques va ser creat perquè pogués continuar els seus estudis, i finalment va aconseguir el grau de Doctor. Durant els seus anys d'estudiant, Voldemaras estigué molt influenciat per l'esperit d'orgull ètnic i el nacionalisme, que estava escombrant Lituània. Tot i que el país encara formava part de l'Imperi Rus, s'estaven formant petits grups dins i fora de Lituània per manifestar-se a favor de l'autonomia i la independència de Lituània. Voldemaras es va unir a un d'aquests grups d'estudiants a Sant Petersburg i va ser triat com el seu representant davant el Congrés de les nacions no-sobiranes a Kíev el setembre de 1917.

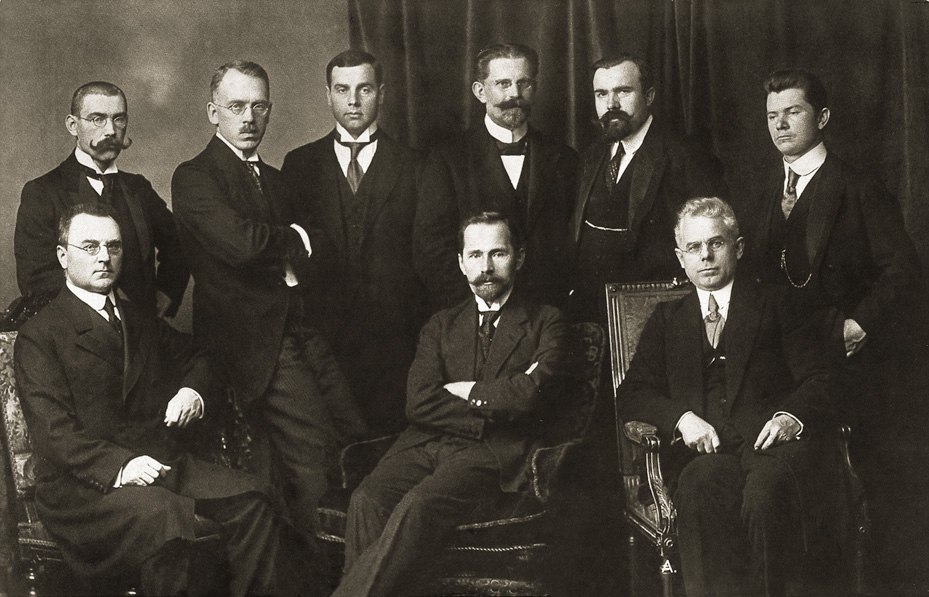
Augustinas Voldemaras (dempeus a la dreta de tot) el 1918.

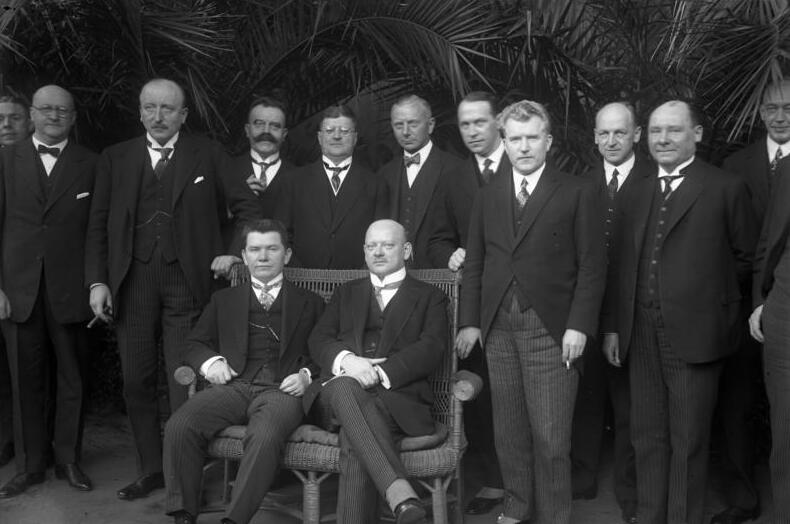
Augustinas Voldemaras (assegut a l'esquerra) i Gustav Stresemann a Berlín (1929)

El 1926, un segment de l'exèrcit que no estava d'acord amb la política del president Kazys Grinius planejaren un cop d'estat militar. Van fer una crida a Voldemaras i Antanas Smetona per donar-los suport, i ambdós van estar d'acord. El cop d'Estat va tenir lloc el 17 de desembre, va deposar Grinius després d'una administració de només sis mesos, i va instal·lar Smetona com a president, per segona vegada, i Voldemaras com a primer ministre. Per calmar l'opinió pública, tant a Lituània com al món exterior, Grinius va acordar "designar" Voldemaras com a primer ministre, si aquest últim es comprometia a respectar la Constitució de 1922. Tot i que Voldemaras va fer aquesta promesa, totes les seves accions es van moure, quant a la tasca governamental, en una direcció dictatorial.
Mentrestant, els desacords i ressentiments entre els diversos partits polítics de Lituània estaven creixent. Voldemaras era el cap d'una organització anomenada Geležinis Vilkas (llop de ferro), el cap honorari de la qual era el president Smetona. Per bé que ell i Smetona havien treballat estretament junts i compartien ideologies similars, la seva relació estava a punt d'arribar a la seva fi, en part a causa de la intensa participació de Voldemaras amb la Vilkas Geležinis. La dinàmica personalitat del professor Voldemaras seguia atraient adeptes entre els oficials nacionalistes més joves, que quedaren impressionats favorablement pel feixisme emergent, i que estaven disgustats amb el que percebien com a curs més moderat de Smetona.
Voldemaras era impopular en alguns sectors, i el 1929 va sobreviure a un intent d'assassinat a Kaunas.Posteriorment aquell any, mentre assistia a una reunió de la Societat de Nacions, fou enderrocat en un cop d'Estat pel president Smetona, que ara governaria com a dictador fins a la invasió soviètica del 1940. Després que Voldemaras fos apartat del seu càrrec, l'organització Geležinis Vilkas va passar a la clandestinitat i va rebre ajuda i estímul en les seves activitats des d'Alemanya
El Geležinis Vilkas va planejar i va executar un cop d'estat el 1934, i impulsà Voldemaras des de Zarasai per ocupar el càrrec de cap de govern. No obstant això, el cop no va tenir èxit, i Voldemaras va ser empresonat durant els quatre anys següents. Mentre era a la presó va escriure una altra obra important, un relat històric de la vida de Crist, que va ser prohibit a Lituània a causa del seu caràcter polèmic.
El 1938, Voldemaras va ser indultat i alliberat de la presó i l'exili. Va intentar tornar el 1939, però va ser arrestat i enviat de tornada a Zarasai. Va tractar de tornar en diverses ocasions més, però cada vegada va ser enviat de tornada al seu lloc d'exili.
El juny de 1940, pocs dies després que la Unió Soviètica envaís i ocupés Lituània, Voldemaras va fer un altre intent de tornar de l'exili. El motiu del seu retorn no és clar. Hi ha hagut especulacions que va cooperar amb l'NKVD. Tanmateix, alguns historiadors suggereixen que es tractava d'una propaganda de descrèdit pels soviètics. Va ser detingut a la frontera pels bolxevics, i no es va saber més d'ell. No es va saber fins molt més tard que havia mort mentre era a Moscou, a la Presó de Butirka el 16 de maig de 1942.
Voldemaras era professor de filologia, així com poliglot, familiaritzat amb setze idiomes diferents.
El 1929, Voldemaras va actuar com padrí de Valdas Adamkus aleshores de tres anys, que més tard es convertiria en president de Lituània.